# Allacta diagrammatica
Allacta diagrammatica es una especie de cucaracha del género Allacta, familia Ectobiidae. Fue descrita científicamente por Hanitsch en 1923.

## Distribución
Esta especie se encuentra en Malasia, Singapur e Indonesia.